# バスルームから愛をこめて (曲)
「バスルームから愛をこめて」（バスルームからあいをこめて）は、1980年6月25日にアルバム『バスルームから愛をこめて』と同時に、日本コロムビアからリリースされた山下久美子の1枚目のシングル。

## 概要
山下久美子のデビューシングルで、アルバム『バスルームから愛をこめて』と同時発売された。

## エピソード
新曲をリリースするにあたり、渡辺プロダクションでは毎週金曜の午後に「企画会議」という名の新曲検討会が行われており、当時の社長である渡邊晋が会議に参加し、『バスルームから愛をこめて』を聴かせたところ「メロディがよくない」「こういう60年代ポップスの世界なら宮川泰に頼めばいいのに」と言われた後、宮川に電話で事情を話し、木崎賢治と福岡智彦の二人で、直接宮川に「バスルームから愛をこめて」を聴いてもらったところ、即座に「問題ないよ」と言ったという。その後、渡邊に再びミックスダウンをした『バスルームから愛をこめて』のテープを聴かせたところ「よくなったじゃないか」と発言したという。
なお、山下は2000年のアルバム『THE HEARTS』でセルフカバーしており、コーラスにサザンオールスターズの桑田佳祐が参加した。

## 収録曲
| #         | タイトル                     | 作詞      | 作曲       | 編曲       | 時間 |
| --------- | ---------------------------- | --------- | ---------- | ---------- | ---- |
| 1.        | 「バスルームから愛をこめて」 | 康珍化    | 亀井登志夫 | 松任谷正隆 | 4:00 |
| 2.        | 「Follow You」               | 野原理香  | 鈴木茂     | 鈴木茂     | 4:51 |
| 合計時間: | 合計時間:                    | 合計時間: | 合計時間:  | 合計時間:  | 8:51 |

## カバー
| 曲名                     | アーティスト       | 収録作品                               | 発売日        | 備考 |
| ------------------------ | ------------------ | -------------------------------------- | ------------- | ---- |
| バスルームから愛をこめて | 桃井かおり         | アルバム『モダンダード』               | 1994年6月21日 |      |
| バスルームから愛をこめて | 大黒摩季とフレンズ | アルバム『COPY BAND GENERATION VOL.1』 | 2004年3月17日 |      |
| バスルームから愛をこめて | 村上ゆき           | アルバム『Piano Woman〜友だちから〜』  | 2014年12月3日 |      |